# When I Was Cruel
When I Was Cruel è il diciannovesimo album discografico del cantautore inglese Elvis Costello, pubblicato nel 2002 dalla Island Records. Ufficialmente pubblicato come album solista, nel disco Costello si è avvalso della collaborazione della sua nuova band, The Imposters. Questa, dopo l'addio di Bruce Thomas, è composta dagli altri due componenti dei The Attractions e da Davey Faragher (già nei Cracker).

## Tracce
Tutti i brani sono state scritti da Elvis Costello.
1. 45 – 3:33
2. Spooky Girlfriend – 4:22
3. Tear Off Your Own Head (It's a Doll Revolution) – 3:31
4. When I Was Cruel No. 2 – 7:06 (contiene un sample di Mina da Un bacio è troppo poco)
5. Soul for Hire – 3:55
6. 15 Petals – 4:01
7. Tart – 4:03
8. Dust 2... – 3:21
9. Dissolve – 2:22
10. Alibi – 6:42
11. ...Dust – 3:03
12. Daddy Can I Turn This? – 3:41
13. My Little Blue Window – 3:10
14. Episode of Blonde – 5:01
15. Radio Silence – 4:58

## Formazione
- Elvis Costello - voce, chitarra, melodica, cembalo, basso, piano, armonica
- Steve Nieve - organo, piano, vibrafono, melodica
- Davey Faragher - basso
- Pete Thomas - batteria, percussioni, tamburello

## Classifiche
- Billboard 200 - #20